# NGC 7324
NGC 7324 ist eine elliptische Galaxie vom Hubble-Typ E im Sternbild Pegasus am Nordsternhimmel. Sie ist schätzungsweise 445 Millionen Lichtjahre von der Milchstraße entfernt.
Das Objekt wurde am 13. September 1863 von Albert Marth entdeckt.